# World Cup i bandy för damer 2007
World Cup i bandy för damer 2007 var den femte upplagan av turneringen som spelades i Edsbyn Arena i Edsbyn i Sverige mellan den 26 och 28 oktober 2007 och vanns av Sandvikens AIK, Sverige, som i finalen besegrade Västerstrands AIK, Sverige, med 1-0. Det var Sandvikens tredje raka vinst i turneringen.

## Gruppspel

### World Cup Women A
Not: S = Spelade matcher, V = Vinster, O = Oavgjorda matcher, F = Förluster, GM = Gjorda mål, IM = Insläppta mål, MSK = Målskillnad, P = Poäng

#### Fredag26 oktober
- kl 11:30 Arktika - Karlsbyheden 4 - 1
- kl 14:30 Östersund - Botnia 1 - 9
- kl 16:00 Edsbyn - Kareby 3 - 1
- kl 21:00 Edsbyn - Botnia 7 - 4
- kl 22:30 Arktika - AIK 0 - 8

#### Lördag27 oktober
- kl 06:00 Kareby - Östersund 13 - 1
- kl 10:30 Edsbyn - Karlsbyheden 3 - 2
- kl 12:00 AIK - Östersund 16 - 0
- kl 15:00 Arktika - Botnia 5 - 6
- kl 19:00 Edsbyn - AIK 0 - 4
- kl 21:00 Arktika - Kareby 1 - 8

#### Söndag28 oktober
- kl 00:00 Östersund - Karlsbyheden 0 - 13

### World Cup Women B
Not: S = Spelade matcher, V = Vinster, O = Oavgjorda matcher, F = Förluster, GM = Gjorda mål, IM = Insläppta mål, MSK = Målskillnad, P = Poäng

#### Fredag26 oktober
- kl 13:00 Record - Sandviken 2 - 3
- kl 17:30 Västerstrand - Nässjö 4 - 0

#### Lördag27 oktober
- kl 00:00 Härnösand - Tranås 0 - 8
- kl 07:30 Record - Nässjö 5 - 1
- kl 09:00 Härnösand - Sandviken 0 - 7
- kl 13:30 Record - Tranås 6 - 2
- kl 16:30 Sandviken - Västerstrand 1 - 3
- kl 18:00 Nässjö - Härnösand 11 - 0
- kl 22:30 Tranås - Västerstrand 2 - 3

## Placeringsmatcher

### Söndag28 oktober
- Plats 11-12 kl 07:00 Arktika - Härnösand 4 - 2
- Plats 9-10 kl 08:30 Karlsbyheden - Tranås 0 - 7
- Plats 7-8 kl 13:00 Botnia - Nässjö 0 - 9
- Plats 5-6 kl 14:30 Kareby - Record 2 - 10

## Slutspelet

### Söndag28 oktober
- Semifinal 1 kl 10:00 AIK - Sandviken 1 - 1 (efter straffar: 1-2)
- Semifinal 2 kl 11:30 Edsbyn - Västerstrand 1 - 4

- Bronsmatch kl 16:00 AIK - Edsbyn 3 - 0

- Final kl 17:30 Sandviken - Västerstrand 1 - 0